# Nausithoe marginata
Nausithoe marginata är en manetart som beskrevs av Rudolf Albert von Kölliker 1853. Nausithoe marginata ingår i släktet Nausithoe och familjen Nausithoidae. Inga underarter finns listade i Catalogue of Life.